# Каимов, Касым
Касым Каимов (6 марта 1926, с. Озгоруш, Таласская область — 13 июля 1989, Бишкек) — советский кыргызский прозаик, сатирик, детский писатель, член Союза писателей СССР (с 1955 года). Заслуженный работник культуры Киргизской ССР (с 1976 года).
Подлинное своё призвание Касым нашёл в начале 50-х годов, когда начал выступления в сатирическом жанре. В 1953 году появился в печати его первый сатирический рассказ «Когда бодает козёл», в котором издевался ротозеи, позволяющие мошенникам различной масти обделывать «свои грязные делишки». Этот рассказ сделал писателя известным, раскрыл его возможности как острого, вдумчивого мастера сатиры. Вслед за ним выходят другие рассказы Каимова («Брови начальника», «Человек в бутылке», «Смерть спекулянта», «Младшая жена», «Керкибай»).
За заслуги в области художественной литературы был награждён Почётной грамотой Президиума Верховного Совета Киргизской ССР, а также орденом «Знак Почёта» и двумя медалями «За трудовое отличие».

## Краткая биография
Касым Каимов родился 6 марта в 1926 году в селе Озгоруш Таласского района Таласской области Киргизской ССР, в семье крестьянина-бедняка. В 1942 году по окончании девяти классов средней школы Касым работал ответственным секретарём районной газеты, а через год поступил на факультет языка и литературы Пржевальского педагогического института. Затем Каимов продолжал учёбу в Киргизском государственном педагогическом институте. Однако, продолжительная болезнь мешала ему получить высшее образование. Ряд лет Каимов находился на лечении в родном аиле, в то же время сотрудничал с областной газетой.
С 1953 по 1956 год Касым работал в редакциях журнала «Жаш ленинчи», газеты «Кыргызстан пионери» заведующим отделом, ответственным секретарём, редактором. В 1955 году Каимов окончил прерванную учёбу в педагогическом институте. С 1956 по 1959 год Каимов — редактор республиканского сатирического журнала «Чалкан». На III съезде Союза писателей Кыргызстана он был назначен редактором журнала «Ала-Тоо». С 1963 по 1968 год Касым Каимов — главный редактор сценарной редакционной коллегии студии «Киргизфильм». С января 1968 года Каимов работал главным редактором газеты «Кыргызстан маданияты». В 1973 году избирался секретарём правления Союза писателей Киргизии, а с 1979 по 1987 год являлся литературным консультантом Союза писателей Киргизии по Таласской области. Избирался депутатом Фрунзенского горсовета народных депутатов (1969—1978 гг.).
Умер в 1989 году в Бишкеке.

## Творчество
Творческая деятельность Касыма Каимова началась рано. Ещё в начальных классах школы он активно участвовал в выпуске стенной газеты, писал стихи, которые публиковались в районной газете. Годы, прожитые в аиле, не прошли даром. Касым сблизился с героями своих будущих произведений, активно участвовал в жизни родного колхоза. Его очерки, рассказы печатались в областной и республиканских газетах, в журналах. Молодой литератор много читал, постепенно овладевал искусством художественного перевода.
В 1955 году издалась книга рассказов Касыма «Последняя встреча», через два года вышел новый сборник писателя, содержащий повесть «Заблуждение», а также ряд рассказов. Эта книга явилась для Каимова своего рода переходным мостиком на пути к созданию масштабных художественных полотен. Произведением такой большой эпической форы явился роман Касыма «Атай», увидевший свет в 1960 году. Каимов также писал и для детей. Детские рассказы писателя были собраны в книге «Путь к школе» (1958). Многие его произведения были переведены на русский язык. В 1958 году во Фрунзе (ныне Бишкек) на русском языке вышла его книга «Ночь на перевале», которая была переиздана «Советским писателем». Также, на русский язык был переведён и роман «Атай».

## Награды
- Орден «Знак Почёта»[1].
- Медаль «За трудовое отличие» (01.11.1958)[1].
- Медаль «За трудовое отличие»[1].
- Почётная грамота Президиума Верховного Совета Киргизской ССР[1].
- Заслуженный работник культуры Киргизской ССР (1976)[15].

### Книги
На русском
- Самаганов Дженбай. Писатели Советского Киргизстана (био-библиографический справочник) / под ред. Жиркова А. В. — Фрунзе: Кыргызстан, 1969. — 643 с. — 24 000 экз.
- Справочник Союза писателей СССР / сост.  Боровская Н. В. — М.: Советский писатель, 1959. — 707 с.
- Ботояров К. Писатели Советского Киргизстана: Биобиблиографический справочник / Авт.-сост. К. Ботояров, Р. Момунбаева; Редкол.: Б. Рыспаев (гл. ред.) и др. — Фрунзе: Адабият, 1989. — 651, [1] с. — 12 000 экз. — ISBN 5-660-00084-3.

### Статьи
На русском
- Гурёнок К. Писатель и характер // Комсомолец Киргизии : газета. — 1959. — 22 февраля.

На киргизском
- Алыбаев М. Произведение, отвечающее высоким требованиям (киргиз.) // Советтик Кыргызстан : журнал. — 1955. — Ном. 10. — Б. 91—96.
- Алыбаев М. Огнём сатиры (киргиз.) // Ленинчил жаш : газета. — 1955. — 21 сентября.
- Джакыпбеков А. Заблуждение (киргиз.) // Ала-Тоо : журнал. — 1958. — Ном. 10. — Б. 137—139.
- Маймулов С. Молодой писатель (киргиз.) // Ленинчил жаш : газета. — 1958. — 12 сентября.
- Эшмамбетов К. О романе «Атай» (киргиз.) // Ленинчил жаш : газета. — 1962. — 3 августа.
- Эшмамбетов К. Действительность и творчество (киргиз.) // Советтик Кыргызстан : журнал. — 1962. — 7 января.
- Уметалиев Ш. О романе «Атай» (киргиз.) // Ала-Тоо : журнал. — 1963. — Ном. 5. — Б. 105—115.
- Шамшиев Б. Эски менен жаңыны элдештирген көпүрө (кирг.). Радио Свобода (Кыргызская служба РСЕ/РС) (17 февраля 2018). Дата обращения: 28 февраля 2020. Архивировано 28 февраля 2020 года.